# Dolmen de Castellruf
El Dolmen de Castellruf es troba al Parc de la Serralada Litoral, concretament a Martorelles (Vallès Oriental). Està inclòs a l'Inventari  del Patrimoni Arqueològic i Paleontològic de Catalunya

## Descripció
A priori sembla un dolmen simple o cista, però podria tractar-se també d'una galeria, amb un període d'ocupació durant el Calcolític. No s'hi han fet excavacions rigoroses per esbrinar-ho. Presenta un estat força correcte i sembla que no hi manca cap de les peces. La cambra, tancada per quatre lloses verticals, fa 1,60 metres de llarg per 1,50 metres d'ample i tot just 0,60 m d'alçària. La coberta la formen dues lloses treballades de forma triangular, que tapen completament la cambra. Hi ha abundància de pedres granítiques al voltant que podrien ésser del túmul, el qual es calcula que fa uns 7 metres de diàmetre.
Apareix esmentat per Josep Estrada i Garriga el 1955, però sembla que fou descobert per mossèn Fàbregues, del seminari de la Conreria. Segons explica una persona de Santa Maria de Martorelles (la qual, de jovenet, feia de pastor en aquesta zona), entre els anys 1939 i 1942 un grup de 5 o 6 religiosos amb els hàbits arromangats feien excavacions al mig del bosc, suposadament treballant en aquest dolmen.

## Accés
És ubicat a Martorelles: situats a la cruïlla de pistes sota el turó de Castellruf, cal prendre la que surt en direcció sud. A pocs metres i a la dreta, un pal indicador a peu de pista assenyala la ubicació del dolmen (10 metres dins del bosc i visible des de la mateixa autopista). Coordenades: x=438922 y=4596180 z=416. UTM: 31 N - 438832 - 4595982.